# Maurice Taylor (vescovo)
Maurice Taylor (Hamilton, 5 maggio 1926 – Kilmarnock, 14 giugno 2023) è stato un vescovo cattolico britannico.

## Biografia
Monsignor Maurice Taylor nacque a Hamilton, Lanarkshire, il 5 maggio 1926. Fu battezzato nella chiesa di Santa Maria a Hamilton.

### Formazione e ministero sacerdotale
Frequentò la St Cuthbert's Primary School di Burnbank, quindi il St Aloysius' College di Glasgow e in seguito l'Our Lady's High School di Motherwell.
Studiò filosofia al Blairs College di Aberdeen dal 1942 al 1944 e poi prestò servizio nel Royal Army Medical Corps, in patria, in India e in Egitto. Dal 1947 al 1951 risiedette al Pontificio collegio scozzese a Roma per studiare teologia alla Pontificia Università Gregoriana.
Il 2 luglio 1950 fu ordinato presbitero per la diocesi di Motherwell a Roma. Per un anno fu vicario parrocchiale della parrocchia di San Bartolomeo a Coatbridge. Nel 1952 tornò a Roma, dove nel 1954 conseguì il dottorato in teologia. Tornato in patria fu vicario parrocchiale della parrocchia di Santa Bernardetta a Motherwell per un anno e nell'agosto del 1955 entrò nello staff del St Peter's College di Cardross. Trascorse i successivi dieci anni lì, insegnando filosofia e, in seguito, teologia. Per sei anni fu redattore del Saint Peter's College Magazine. Dal 1965 al 1974 fu rettore del Royal Scots College di Valladolid, in Spagna. Per celebrare il bicentenario della rifondazione del college, avvenuta nel 1771, nel 1971 pubblicò "The Scots College in Spain". Lo stesso anno venne nominato prelato d'onore di Sua Santità. Nel 1974 ritornò in Scozia e venne nominato parroco della parrocchia di Nostra Signora di Lourdes a East Kilbride, ufficio che mantenne fino alla sua elevazione all'episcopato.

### Ministero episcopale
Il 4 aprile 1981 papa Giovanni Paolo II lo nominò vescovo di Galloway. Ricevette l'ordinazione episcopale il 9 giugno successivo nel cortile della Fatima House a Coodham dal cardinale Gordon Joseph Gray, arcivescovo metropolita di Saint Andrews ed Edimburgo, co-consacranti il vescovo emerito di Galloway Joseph Michael McGee e il vescovo di Motherwell Francis Alexander Spalding Warden Thomson.
Monsignor Taylor sviluppò un grande interesse per l'America Latina e fece frequenti visite in vari paesi, in particolare in Guatemala e in El Salvador. Mantenne stretti contatti con un certo numero di diocesi latino-americane e in particolare con il vescovo guatemalteco Julio Edgar Cabrera Ovalle, che incontrò in molte occasioni. Trascorse alcuni mesi durante il conflitto armato come parroco della parrocchia del Dolce Nome di Maria a El Salvador. Fu membro di una delegazione di Pax Christi che trascorse alcune settimane in Colombia. Fu vicepresidente dell'Istituto cattolico per le relazioni internazionali (ora Progressio) con sede a Londra.
Per più di dieci anni fu membro del consiglio episcopale della Commissione internazionale sull'inglese nella liturgia (ICEL), rappresentando la Conferenza dei vescovi di Scozia. Dal 1997 al 2002 fu presidente di questa commissione.
Il 7 aprile 2004 papa Giovanni Paolo II accettò la sua rinuncia al governo pastorale della diocesi per raggiunti limiti di età. Si ritirò ad Ayr, nell'Ayrshire Meridionale.
Nel 2013 fu rivelato che nel 1996 il prete diocesano Paul Moore aveva confessato al vescovo Taylor che aveva abusato sessualmente di un ragazzo l'anno precedente. Monsignor Taylor decise di mandare Moore in un centro di trattamento a Toronto e all'abbazia di Fort Augustus, nelle Highlands, invece di denunciarlo alle autorità. Il vescovo Taylor in seguito collaborò durante il processo a padre Moore, che nel 2018 portò a una condanna.
Morì a Kilmarnock, Ayrshire, il 14 giugno 2023 all'età di 97 anni.
È autore di "The Scots College in Spain" (1971); "Guatemala: A Bishop's Journey" (1991) e "El Salvador: Portrait of a Parish" (1992). Dopo il suo ritiro scrisse: "Being a Bishop in Scotland" (2006) e "It's the Eucharist, Thank God" (2009). Il primo di questi lavori più recenti fornisce un resoconto della vita di monsignor Taylor e delle sue esperienze di vescovo. Riflette anche sulla Chiesa di oggi, con particolare riferimento alle difficili relazioni tra la Santa Sede e l'ICEL. L'ultimo fornisce un'analisi più dettagliata dei rapporti tra la Congregazione per il culto divino e la disciplina dei sacramenti e l'ICEL oltre a fornire ulteriori riflessioni sull'Eucaristia.

## Genealogia episcopale
La genealogia episcopale è:
- Cardinale Scipione Rebiba
- Cardinale Giulio Antonio Santori
- Cardinale Girolamo Bernerio, O.P.
- Arcivescovo Galeazzo Sanvitale
- Cardinale Ludovico Ludovisi
- Cardinale Luigi Caetani
- Cardinale Ulderico Carpegna
- Cardinale Paluzzo Paluzzi Altieri degli Albertoni
- Papa Benedetto XIII
- Papa Benedetto XIV
- Papa Clemente XIII
- Cardinale Marcantonio Colonna
- Cardinale Giacinto Sigismondo Gerdil, B.
- Cardinale Giulio Maria della Somaglia
- Cardinale Carlo Odescalchi, S.I.
- Cardinale Costantino Patrizi Naro
- Cardinale Lucido Maria Parocchi
- Papa Pio X
- Cardinale Gaetano De Lai
- Cardinale Raffaele Carlo Rossi, O.C.D.
- Cardinale William Godfrey
- Cardinale Gordon Joseph Gray
- Vescovo Maurice Taylor